# Disequazione biquadratica
Una disequazione biquadratica è una particolare disequazione di quarto grado che si presenta nella forma:
{\displaystyle ax^{4}+bx^{2}+c>0} {\displaystyle \;\;\;\;}(o {\displaystyle \geq ,\leq ,<}),
dove {\displaystyle a,b,c} sono numeri reali (oppure complessi) con {\displaystyle a\neq 0}.

## Risoluzione
L'equazione associata alla disequazione {\displaystyle ax^{4}+bx^{2}+c>0} è un'equazione biquadratica che si risolve imponendo la sostituzione {\displaystyle x^{2}=t}.
La disequazione data diventa pertanto una disequazione di secondo grado nella variabile {\displaystyle t}:
{\displaystyle at^{2}+bt+c>0}
che viene risolta nell'usuale modo.
Una volta trovate le soluzioni, è necessario operare la sostituzione inversa per trovare (se esistono) gli intervalli della variabile {\displaystyle x} che soddisfano la disequazione di partenza.

### Esempio
Si risolva la disequazione:
{\displaystyle 2x^{4}+5x^{2}-12\geq 0}
Operando la sostituzione {\displaystyle x^{2}=t}, si ottiene la disequazione di secondo grado completa:
{\displaystyle 2t^{2}+5t-12\geq 0}, 
che ha soluzioni {\displaystyle t\leq -4} e {\displaystyle t\geq {\frac {3}{2}}}. Ritornando nella variabile {\displaystyle x}, si ottiene:
- {\displaystyle x^{2}\leq -4\;\;} che non possiede soluzioni nel campo dei numeri reali.
- {\displaystyle x^{2}\geq {\frac {3}{2}}\;\;}, che a sua volta è una disequazione di secondo grado pura con soluzioni {\displaystyle x\leq -{\frac {\sqrt {6}}{2}}\;\;} e {\displaystyle x\geq {\frac {\sqrt {6}}{2}}}.

Si noti che nell'insieme dei numeri complessi una disequazione, così come un'equazione, di quarto grado possiede sempre {\displaystyle 4} soluzioni (tante quante sono il suo grado) che possono essere tutte reali, oppure tutte complesse, oppure {\displaystyle 2} reali opposte e {\displaystyle 2} complesse coniugate.